# Anna Lamberti-Bocconi
Anna Lamberti-Bocconi (Milano, 1961) è una poetessa e paroliera italiana. Ha pubblicato diversi libri. Come autrice di testi di canzoni ha collaborato con Ivano Fossati, Fiorella Mannoia e Ornella Vanoni.

## Biografia
Nata a Milano nel 1961. La sua prima raccolta di poesia è Sale Rosso (Stampa Alternativa, 1991). Il poeta Aldo Nove ha scritto, a proposito del suo Teatro dell’amore (Le Voci della Luna, 2015): “Il magistero della parola si compie in queste pagine. […] Sono tempi da lupi. Ma qualcosa resiste. Questo libro è bellissimo.” 
Ivano Fossati ha messo in musica alcuni suoi versi, specie in Lunario di settembre. Di lei Fossati scrive, nella prefazione a Devi chiamarmi sempre: “A guardarsi intorno le poesie di Anna Lamberti-Bocconi non sembrano scritte per questo tempo, almeno non per noi, donne e uomini così superficiali. Sembrano pensate per comunicare più lontano, verrebbe da dire con genti migliori, e tuttavia non con il passato. […] Appaiono adatte queste poesie piuttosto per il futuro, come una lucida professione di fede nell’intelligenza.”  
Sempre in Devi chiamarmi sempre Lamberti-Bocconi ha scritto dei versi per la poetessa Amelia Rosselli. Queste poesie sono state riprese ne La furia dei venti contrari (Le lettere, 2007), a cura di Andrea Cortellessa.  
Come autrice di testi di canzoni ha collaborato con Ivano Fossati, Fiorella Mannoia e Ornella Vanoni. 
Suoi versi sono apparsi in numerose antologie.  

##### Poesia
Sale rosso (Stampa Alternativa, 1991)
Il vino di quella cosa (Campanotto Editore, 1995)
Devi chiamarmi sempre (Campanotto Editore, 2005)
Canto di una ragazza fascista dei miei tempi (Transeuropa, 2010)
La signorina di Cro-Magnon (Sartoria Utopia, 2014)
Teatro dell’amore (Le Voci della Luna, 2015)

##### Prosa
Sola sul cammino (Xenia, 1999)
La forza della preghiera (Sperling & Kupfner, 2000)
Rumeni (Stampa Alternativa, 2009)
1. ↑  https://unionefemminile.it/teatro-dellamore/
2. ↑  https://www.nazioneindiana.com/2009/11/27/di-lunari-e-di-streghe/
3. ↑  https://poetarumsilva.com/2024/07/03/in-lode-di-anna-lamberti-bocconi/
4. ↑  https://www.lapoesiaelospirito.it/2010/08/29/per-amelia-rosselli-una-non-parodia/
5. ↑  https://www.lelettere.it/libro/9788860870797
6. ↑  https://neobar.org/2024/06/22/anna-lamberti-in-antenate-aa-vv/
7. ↑  https://www.sartoriautopia.it/shop/bastarde-senza-gloria/